# 中佩諾布斯科特東 (緬因州)
中佩諾布斯科特東（英語：East Central Penobscot）是位於美國緬因州佩諾布斯科特縣的一個未組織地區。

## 地方資料
中佩諾布斯科特東的面積為299.90平方千米，當中陸地面積為296.50平方千米，而水域面積為3.40平方千米。根據2020年美國人口普查的數據，當地共有人口308人，而人口密度為每平方千米1.03人。